# USS George Washington (CVN-73)
La USS George Washington (CVN-73) è una portaerei a propulsione nucleare della U.S. Navy, la sesta in ordine di costruzione della classe Nimitz. È intitolata a George Washington, primo Presidente degli Stati Uniti, ed è la quarta unità della U.S. Navy a portare il suo nome.
Come le altre portaerei nucleari della sua classe, la USS George Washington è lunga 333 metri ed ha un dislocamento a pieno carico di 99.000 t. Il ponte di volo ha un'area di 18.000 m², circa 2,5 volte quella di un campo di calcio. Può imbarcare fino a 80 velivoli ad ala fissa o rotante ed è spinta da due reattori nucleari Westinghouse A4W. Le quattro eliche, ciascuna del peso di 30 tonnellate, possono imprimere alla nave una velocità di oltre 30 nodi (56 km/h). In piena operatività ha un equipaggio di 5.680 persone (3.200 marinai + 2.480 aviatori).
Dal settembre 2008 la sua base di appoggio (Home Port) è la Yokosuka Naval Base, in Giappone. È l'unica portaerei della U.S. Navy ad avere la base permanente fuori degli Stati Uniti.

## Costruzione
Il Dipartimento della Difesa degli Stati Uniti decise la sua costruzione il 27 dicembre 1974 e la nave fu impostata in agosto 1986 nei cantieri navali Newport News Shipbuilding in Virginia. Il varo avvenne il 21 luglio 1990, madrina della cerimonia era la First Lady Barbara Bush, moglie del presidente George H. W. Bush. Entrò in servizio con la marina degli Stati Uniti il 4 luglio 1992 e fece il viaggio inaugurale nel 1994, in occasione del 50º anniversario dello sbarco in Normandia.

## Dati storici principali

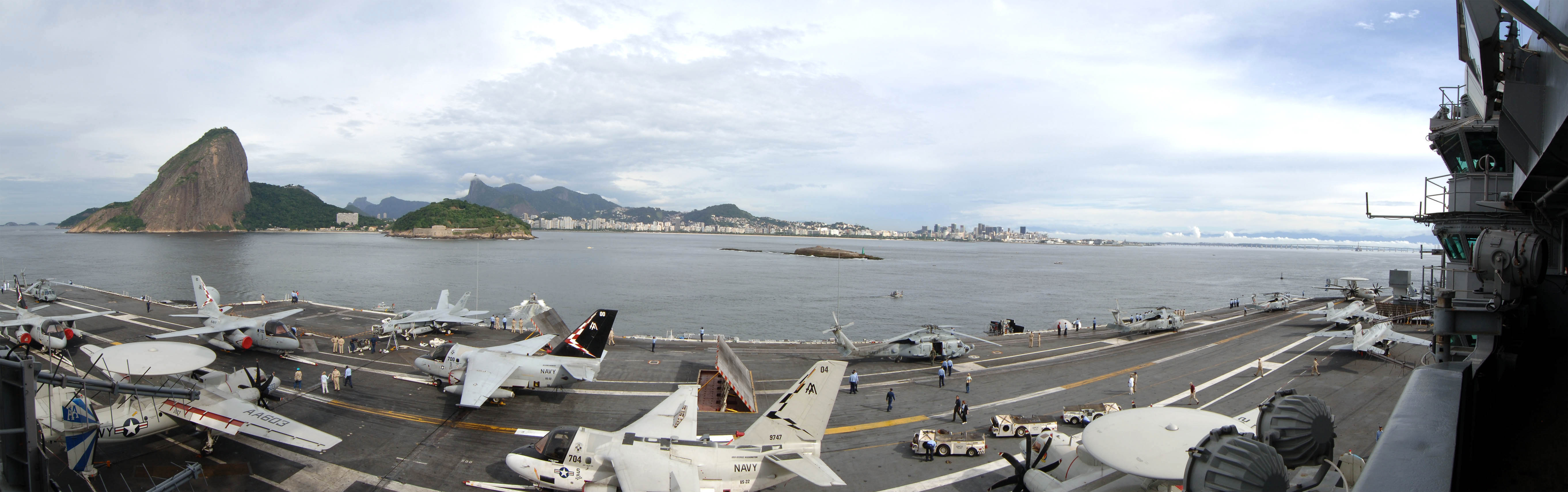
Panoramica del ponte di volo della George Washington a Rio de Janeiro (aprile 2008).

Nel 1996 la Washington ospita a bordo, nell'Adriatico, la Joint Military Commission, composta dai capi militari delle fazioni belligeranti nella guerra di Bosnia. Nello stesso anno partecipa nel golfo Persico all'attuazione della No-fly zone nel sud dell'Iraq durante l'Operazione Southern Watch.
Nella terza missione operativa, da ottobre 1997 ad aprile 1998, è ancora nel golfo Persico come principale unità delle forze navali americane, presidiando l'area con l'intento di costringere l'Iraq ad accettare le ispezioni dell'ONU sul suo territorio.
Da giugno a dicembre del 2000 la Washington è di nuovo impiegata nel golfo Persico, dove partecipa all'operazione Southern Watch con oltre 8.000 voli del suo stormo aereo imbarcato.
In agosto-settembre 2001 la portaerei partecipa ad un'esercitazione aeronavale al largo delle coste della Virginia, ma il mattino dell'11 settembre, in seguito agli attacchi terroristici dell'11 settembre, riceve l'ordine di fare rotta verso New York, dove arriva il giorno dopo, per pattugliare i cieli con i suoi aerei in cooperazione con il NORAD. Rimane nell'area alcuni giorni, poi torna alla sua base di appoggio, la Naval Station Norfolk in Virginia.
In giugno 2002 la USS George Washington e il suo gruppo navale partecipano alla operazione Enduring Freedom in Iraq.
In gennaio 2005 la George Washington viene messa a secco nel cantiere navale di Newport News per lavori di manutenzione e ammodernamento periodici già programmati (Planned Incremental Availability). Tra i numerosi lavori effettuati, la sostituzione di quattro deflettori degli scarichi dei jet con nuovi modelli, in grado di resistere al calore emesso durante la postcombustione dai nuovi caccia multiruolo F/A-18 Super Hornet. La nave torna alla sua base di appoggio il 17 dicembre 2005.
In aprile 2008 la portaerei e lo stormo aereo imbarcato CVW-17 (Carrier Air Wing Seventeen) lasciano la base di Norfolk per raggiungere la base navale di Yokosuka in Giappone, dove è stato deciso che resterà permanentemente. Durante il viaggio la portaerei partecipa ad un'esercitazione con la marina del Brasile e dell'Argentina nell'ambito del programma Partnership of the Americas. Il 22 aprile la Washington fa scalo per la prima volta a Rio de Janeiro. Un mese dopo si sviluppa un grande incendio a bordo della nave, che la costringe a ritardare di diversi mesi l'arrivo in Giappone. Dopo aver doppiato capo Horn la portaerei fa rotta verso la base navale di San Diego per riparazioni. Viene accertato che i danni subiti sono più gravi del previsto e la nave dovrà rimanere ferma almeno fino ad agosto. Il costo delle riparazioni è stato stimato in 70 milioni di dollari.
Il 21 agosto la George Washington e il suo gruppo di battaglia CVW-5 (Carrier Air Wing Five) fanno rotta verso il Giappone e arrivano a Yokosuka il 25 settembre. Alcune centinaia di manifestanti anti-nucleari inscenano una protesta nei pressi della base.
In risposta al bombardamento di Yeonpyeong del 21 novembre 2010 da parte della Corea del Nord, a partire dal 28 novembre la USS George Washington ed altre unità della Settima Flotta partecipano a manovre aeronavali nel Mar Giallo, circa 110 km a sud della frontiera tra le due Coree.

## Gruppo aeronavale
La portaerei Washington fa parte del gruppo aeronavale "Task Force 70" (CTF-70), facente parte a sua volta della "Battle Force Seventh Fleet". È la nave ammiraglia della CTF-70 ed è sede del comando del Destroyer Squadron 15 (DESRON-15), un gruppo di navi di supporto logistico che accompagnano la Washington durante gli spostamenti, le esercitazioni e le operazioni belliche.
Negli anni 2000 il parco aereo della Washington è costituito da circa 78 velivoli.

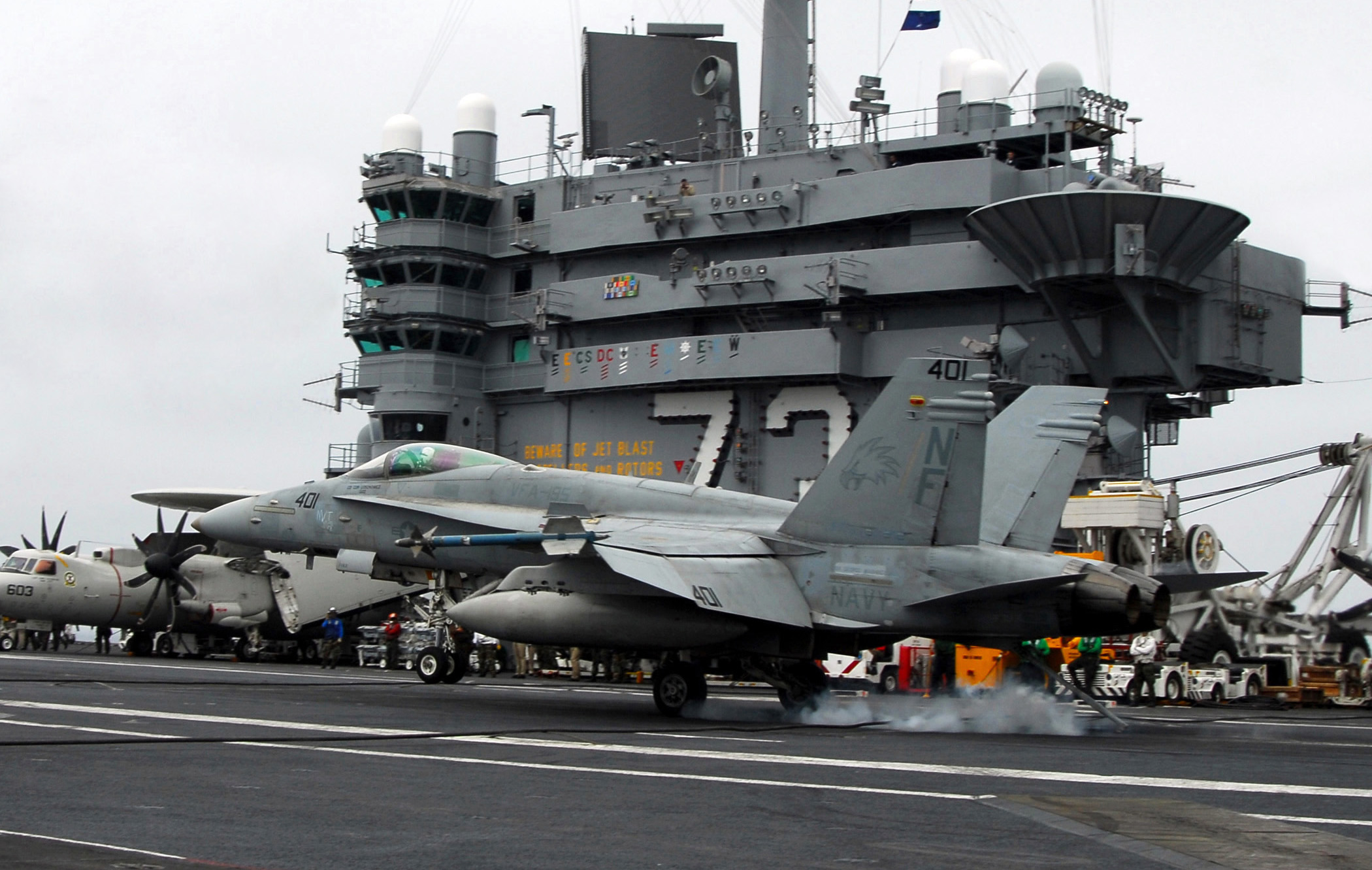
Un caccia F/A-18 durante l'appontaggio sulla USS Washington.

La nave trasporta attualmente il Carrier Air Wing 5 (CVW-5), composto dalle seguenti squadriglie:
- Quattro squadroni di cacciabombardieri F/A-18 Hornet:
  - Strike Fighter Squadron 27 (VFA-27), “Royal Maces”
  - Strike Fighter Squadron 102 (VFA-102), “Diamondbacks”
  - Strike Fighter Squadron 192 (VFA-192), “Golden Dragons”
  - Strike Fighter Squadron 195 (VFA-195), “Dambusters”
- una squadriglia di aerei Grumman EA-6 Prowler per la guerra elettronica (VAQ-136)
- una squadriglia di aerei E-2 Hawkeye con funzioni di sorveglianza aerea (AWACS)
- una squadriglia di elicotteri SH-60 Seahawk per la lotta antisommergibile
- una squadriglia di aerei Grumman C-2 Greyhound e Beechcraft Super King Air con funzioni di supporto logistico, (VRC-30) “Providers”

Il gruppo navale DESRON-15 è composto dalle seguenti unità:
- USS Curtis Wilbur (DDG-54)
- USS John S. McCain (DDG-56)
- USS Fitzgerald (DDG-62)
- USS Stethem (DDG-63)
- USS Lassen (DDG-82)
- USS McCampbell (DDG-85)
- USS Mustin (DDG-89)